# Alpentrio Tirol
Das Alpentrio Tirol war eine österreichische Musikgruppe des volkstümlichen Schlagers.

## Werdegang
Die Gruppe wurde 1983 von Georg Astenwald gegründet. Seine ersten beiden Partner waren Herbert Pinter (Akkordeon) und Reinhard Steindl (Gitarre). Das Trio hatte mit dem Titel Depperter Bua (komponiert von Horst Chmela) einen ersten Erfolg.
1986 kamen Mario Wolf (Gesang, Gitarre) und Richard Geir (Akkordeon) zur Gruppe und lösten Reinhard Steindl sowie Herbert Pinter ab.
1988, bei der ersten Teilnahme am Grand Prix der Volksmusik, belegte das Alpentrio Tirol mit dem Titel I steh auf Volksmusik (komponiert von Horst Chmela) den letzten Platz. Beim Grand Prix der Volksmusik 1990 nahm das Trio mit dem Titel Da drob'n auf'm Berg steht a Kircherl (komponiert von Dagmar Obernosterer) erneut teil und erreichte hinter den Kastelruther Spatzen den 2. Platz. Ein Jahr später siegte das Alpentrio Tirol mit dem Titel Hast a bisserl Zeit für mi (komponiert von Brunner & Brunner) beim Grand Prix der Volksmusik 1991.
1994 brachte Georg Astenwald den jungen Christoph Purtscheller (Keyboard, Akkordeon) zum Alpentrio Tirol, welches seither – unter Beibehaltung seines Namens – bis 2007 als Quartett auftrat. Seit 2007 sind sie wieder als Trio unterwegs, weil Richard Geir seine Karriere beendete und sich in den Ruhestand zurückzog. Sein letztes Konzert spielte er beim ersten Servus-Freunde-Fest in Seefeld. Seine Stelle wurde nicht neu besetzt.
Einzelkonzerte in Hallen und Sälen sowie Konzerttourneen (z. B. Stars der Volksmusik) mit anderen Formationen aus demselben Genre stehen ebenso im Terminplan wie ständige Fernseh- und Radioveranstaltungen. Seit 2005 ist das Alpentrio Tirol in der Vorweihnachtszeit unter dem Titel Weihnachten in den Bergen auf Konzerttournee. Die Konzerte finden nur in Kirchen statt. Das Programm setzt sich zusammen aus traditionellen Tiroler Weihnachts- und Kirchenliedern sowie Erzählungen von Tiroler Weihnachtsgeschichten.
Ab 1994 organisierte das Alpentrio Tirol das jährliche Servus-Freunde-Fest in Neustift im Stubaital. Ein 3-Tages-Zeltfest, welches anfangs als großes Fantreffen für die in 13 Fanclubs organisierten 2000 Mitglieder gedacht war, mit Rahmenprogramm und Konzerten. Bis zu 15000 Besucher an drei Tagen erreichte das Servus-Freunde-Fest, zu dem das Alpentrio Tirol Musikerkollegen wie Hansi Hinterseer, Kastelruther Spatzen, Claudia Jung, Andy Borg, G. G. Anderson, Semino Rossi, Die Stoakogler, Ursprung Buam, uvm. zu sich einlud. Das Pfingstwochenende gilt als Termin des Fests. Durch Umstrukturierungen auf Seiten der Tourismusverantwortlichen im Stubaital kam es 2007 zu einem Wechsel des Standorts für das Servus-Freunde-Fest von Neustift nach Seefeld in Tirol – nunmehr in einer Halle.
2011 zog sich Georg Astenwald in den Ruhestand zurück, worauf das Alpentrio Tirol aufgelöst wurde. Seitdem treten Mario Wolf und Christoph Purtscheller als Duo unter dem Namen Mario & Christoph auf.

## Alben
- Auf sonnigen Höhen, 1983
- Ein Leben voll Musik, 1984
- Hunderl im Stroh, 1985
- Alle meine Busserln, 1986
- Mama i bitt di schau oba, 1987
- Bella Musica, 1988
- Halli Hallo, 1989
- Da drob’n auf’n Berg steht a Kircherl, 1990
- Vergiß die Liebe nicht, 1991
- Hast a bisserl Zeit für mi, 1991
- Schlüsserl zu dei'm Herzen, 1992
- Weihnachten für Di und mi, 1992
- Wenn Herzen träumen, 1993
- Sterne der Liebe, 1994
- Liebe ist…, 1994
- Der Engel vom Marienhof, 1995
- ...dann ist Liebe im Spiel, 1995
- Gold – ihren großen Erfolge, 1995
- Das Geheimnis der Johannisnacht, 1996
- Lass mich nie allein, 1997
- Das Beste und noch mehr, 1998
- Ich brauch deine Zärtlichkeit (3 CDs), 1998
- In der Nacht des Kometen, 1999
- Für Immer und ewig, 1999
- Party Hit-Mix, 1999
- Wie Samt und Seide, 1999
- A jeder Tag mit dir, 2000
- Oh Mi Amor, 2000
- Das ewige Gold der Berge, 2001
- Alle Träume zum Himmel, 2001
- Made in Austria, 2001
- Weihnacht in den Bergen, 2002
- Hawaii ist kein Tirolerland, 2003
- In den Bergen von Tirol, 2003
- Unsere ersten 20 Jahre, 2003
- Rot sind die Rosen, 2004
- Stimmen der Heimat, 2005
- Tanz mit mir, 2006
- Näher mein Gott zu Dir, 2006
- Engel müssen fliegen, 2007
- Tränen sind Perlen, 2008
- Das Abendgebet der Berge, 2008
- 1000 x so schön, 2009 (AT: Gold)
- Weihnachten in den Bergen (Live), 2009
- Sehnsucht nach den Träumen, 2010
- Servus Freunde – es war schön, 2011

## Singles
- Der depperte Bua 1983
- Ich steh auf Volksmusik 1988
- Da drob'n auf'm Berg steht a Kircherl 1990
- Hast a bisserl Zeit für mi 1991
- I hab' des Schlüsserl zu dei'm Herz'n 1992
- Der Engel vom Marienhof 1995
- Das Geheimnis der Johannisnacht 1996
- Wie Samt und Seide 1999
- In der Nacht des Kometen 1999
- Hawaii ist kein Tirolerland 2002
- Rot sind die Rosen 2004